# Macall Harkins
Macall Harkins (* 5. Februar 1986) ist eine ehemalige US-amerikanische Tennisspielerin.

## Karriere
Harkins spielt überwiegend Turniere auf dem ITF Women’s Circuit, bei denen sie drei Einzel- und neun Doppeltitel gewann.
Ihr erstes ITF-Turnier bestritt Harkins im Juni 2007 bei einem mit 10.000 US-Dollar dotierten Turnier in Fort Worth, wo sie auch ihre Erstrundenpartie gewinnen konnte. 2009 erreichte sie das Halbfinale des $25.000-Turniers in Mexiko-Stadt und 2011 das Viertelfinale des $50.000-Turniers in Boston. Im Einzel trat Harkins bei keinem einzigen Turnier der WTA Tour an.
Ihr letztes Match auf ITF-Ebene spielte sie im Juli 2014 in Sacramento, wo sie in der Doppelkonkurrenz noch einmal in einem Halbfinale stand.

## Turniersiege

### Einzel
| Nr. | Datum            | Turnier         | Kategorie   | Belag     | Finalgegnerin        | Ergebnis |
| --- | ---------------- | --------------- | ----------- | --------- | -------------------- | -------- |
| 1   | 19. Oktober 2009 | Mexiko-Stadt    | ITF $10.000 | Hartplatz | Paula Zabala         | 7:5, 6:4 |
| 2   | 14. März 2010    | Metepec         | ITF $10.000 | Hartplatz | Maria Fernanda Alves | 6:1, 6:3 |
| 3   | 29. August 2010  | San Luis Potosi | ITF $10.000 | Hartplatz | Sasha Khabibulina    | 6:1, 6:4 |

### Doppel
| Nr. | Datum           | Turnier            | Kategorie   | Belag     | Partnerin          | Finalgegnerinnen                      | Ergebnis         |
| --- | --------------- | ------------------ | ----------- | --------- | ------------------ | ------------------------------------- | ---------------- |
| 1   | 27. Juni 2009   | Wichita            | ITF $10.000 | Hartplatz | Ester Goldfeld     | Sabrina Capannolo Elizabeth Lumpkin   | 7:65, 6:4        |
| 2   | 28. August 2010 | San Luis Potosi    | ITF $10.000 | Hartplatz | Nicole Rottmann    | Andrea Benítez Nadia Echeverría Alam  | 6:1, 6:4         |
| 3   | 26. März 2011   | Poza Rica          | ITF $10.000 | Hartplatz | Nicole Rottmann    | Fernanda Hermenegildo Teliana Pereira | 6:2, 6:4         |
| 4   | 4. Juni 2011    | Hilton Head Island | ITF $10.000 | Hartplatz | Amanda McDowell    | Whitney Jones Alexandra Mueller       | 6:3, 6:3         |
| 5   | 19. Mai 2012    | Landisville        | ITF $10.000 | Hartplatz | Hsu Chieh-yu       | Gabriela Dabrowski Alexandra Mueller  | 6:3, 6:4         |
| 6   | Juli 2012       | New Orleans        | ITF $10.000 | Hartplatz | Zoe Gwen Scandalis | Roxanne Ellison Sierra Ellison        | 7:5, 6:2         |
| 7   | August 2012     | Fort Worth         | ITF $10.000 | Hartplatz | Dianne Hollands    | Anamika Bhargava Elizabeth Ferris     | 7:66, 6:4        |
| 8   | 16. März 2013   | Metepec            | ITF $10.000 | Hartplatz | Nicole Rottmann    | Laura Pigossi Marcela Zacarías        | 6:3, 6:2         |
| 9   | 14. Juni 2013   | Quintana Roo       | ITF $10.000 | Hartplatz | Zoe Gwen Scandalis | Victoria Bosio Montserrat González    | 6:4, 3:6, [10:6] |